# Ibrahima Sidibe
Ibrahima Sidibe (ur. 10 sierpnia 1980 w Nguidile) – senegalski piłkarz, grający na pozycji napastnika.

## Kariera klubowa
Sidibe profesjonalną karierę rozpoczynał w Tunezji, w klubie CS Sfaxien. Mając dziewiętnaście lat trafił do mało znanego, czwartoligowego wówczas, niemieckiego klubu Bahlinger SC, w którym spędził jeden sezon. Kolejny spędził w grającym w drugiej lidze austriackiej WSG Wattens. Latem 2001 roku trafił do FC Tirol Innsbruck, ani razu jednak nie wystąpił w jego barwach i po kilku miesiącach przeniósł się do ASKÖ Pasching. W latach 2002–2005 występował w SV Ried, z którym w 2003 roku spadł z austriackiej ekstraklasy i kolejne dwa sezony spędził na jej zapleczu. Strzeleckie umiejętności zaprezentował w Debreceni VSC, w którym występował w latach 2005–2007. Zimą 2008 roku przeniósł się do belgijskiego Sint-Truidense VV, w którym spędził 2,5 roku, a w sezonie 2008-09 zajął trzecie miejsce w klasyfikacji najskuteczniejszych strzelców drugiej ligi belgijskiej. Latem 2011 roku trafił do Beerschot A.C., a pół roku później przeniósł się do KVC Westerlo. Przed sezonem 2012/13 powrócił do węgierskiego Debreceni VSC. W 2016 trafił do KSK Hasselt, a w 2017 do Debreceni EAC.

## Kariera reprezentacyjna
W reprezentacji Senegalu zadebiutował w 2006 roku.

## Sukcesy
Debreceni
- Mistrzostwo Węgier: 2006, 2007
- Puchar Węgier: 2008, 2013
- Superpuchar Węgier: 2005, 2006, 2007